# Doctor (título)

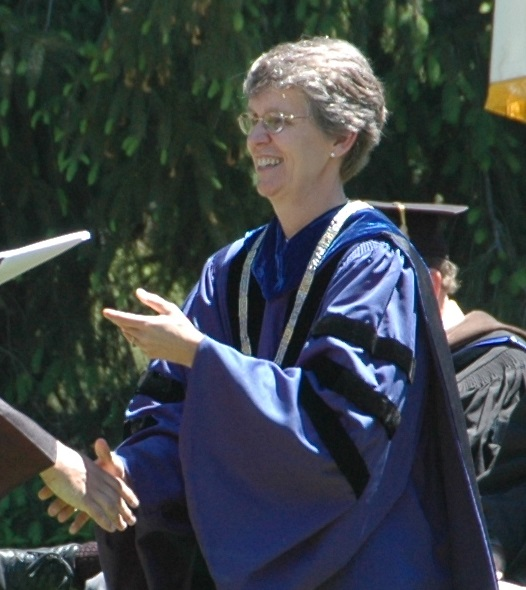
La ex presidenta del Vassar College, Catharine Bond Hill, vistiendo la toga doctoral. Tiene un doctorado y, por tanto, puede llevar el título de "Doctora".

Doctor es un grado académico que tiene su origen en la palabra latina de la misma grafía y significado. La palabra es originalmente un sustantivo de agente del verbo latino docēre [dɔˈkeːrɛ] 'enseñar'. Se utiliza como título académico en Europa desde el siglo XIII, cuando se concedieron los primeros doctorados en la Universidad de Bolonia y la Universidad de París. Tras imponerse en las universidades europeas, este uso se extendió por todo el mundo. Se utiliza como designación de una persona que ha obtenido un doctorado (normalmente un PhD/DPhil). 
En el pasado el término podía aplicarse a cualquier persona culta. Actualmente existe la costumbre generalizada en muchas partes del mundo de utilizarlo como título honorífico para referirse a los médicos, independientemente de que posean o no un título de doctorado, y en algunos países también para otros profesionales, principalmente los abogados.

## Orígenes

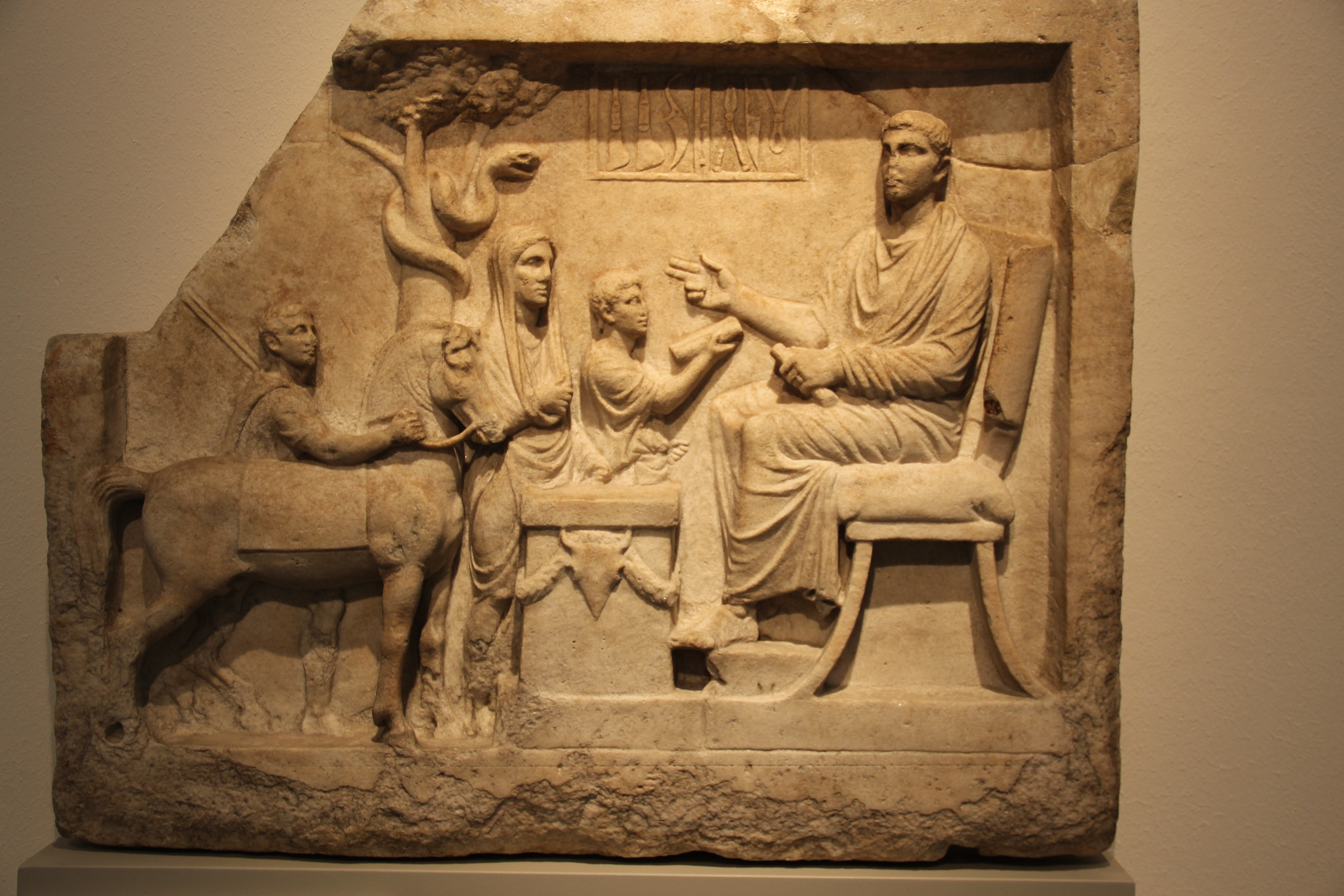
Antiguo relieve griego en mármol para consagrar a un médico heroico

El doctorado (latín: doceō, lit. 'yo enseño') apareció en la Europa medieval como una licencia para enseñar (latín: licentia docendi) en una universidad medieval. Sus raíces se remontan a la Iglesia primitiva, cuando el término "doctor" se refería a los apóstoles, padres de la Iglesia y otras autoridades cristianas que enseñaban e interpretaban la Biblia. En un principio, el derecho a conceder una licentia docendi estaba reservado a la Iglesia, que exigía al solicitante pasar una prueba, prestar juramento de fidelidad y pagar una tasa. El III Concilio de Letrán de 1179 garantizó el acceso –ahora en gran medida gratuito– de todos los solicitantes capaces, a los que, no obstante, el escolástico eclesiástico seguía examinando de aptitud. Este derecho siguió siendo la manzana de la discordia entre las autoridades eclesiásticas y las universidades, que se emancipaban lentamente, pero fue concedido por el Papa a la Universidad de París en 1213, cuando se convirtió en licencia universal para enseñar (licentia ubiquie docendi). Sin embargo, aunque la licentia siguió teniendo más prestigio que el título de licenciado (Baccalaureus), acabó situándose por debajo del magíster y el doctorado, que pasaron a ser los únicos títulos con los que se podía enseñar.
Los primeros doctorados –en teología, derecho y medicina– reflejaban la separación histórica de los estudios universitarios en estos tres campos. Con el tiempo, el Doctorado en Divinidad se ha hecho menos común, mientras que los estudios en Derecho y Medicina se han vuelto más comunes. Estas áreas se denominaban históricamente "filosofía" (utilizada como término general para referirse a los estudios académicos, no a la disciplina académica específica de la filosofía), pero ahora se clasifican como humanidades y ciencias, respectivamente. El uso histórico pervive en el título de Doctor en Filosofía).
El Doctorado en Filosofía era originalmente un título otorgado por una universidad a personas eruditas que habían logrado la aprobación de sus pares y que habían demostrado una larga y productiva carrera en el campo de la filosofía (en el sentido amplio del término, que significa la búsqueda del conocimiento). El apelativo de "Doctor" (del latín: maestro) solía concederse sólo cuando el individuo alcanzaba la mediana edad. Indicaba una vida dedicada al aprendizaje, el saber y la difusión del conocimiento. El doctorado se generalizó en el siglo XIX en la Universidad Friedrich Wilhelm de Berlín como título que se concedía a alguien que hubiera realizado una investigación original en ciencias o humanidades. Con anterioridad al título oficial, el doctorado contemporáneo (PhD), podría decirse, surgió en Leipzig como sucesor del título de Máster en 1652 (Dr. habil).
En algunos países europeos, como Italia y Portugal, "Doctor" pasó a ser un título que se concedía a todos o a la mayoría de los licenciados, no sólo a los doctores. Como consecuencia, el título lo utilizan ahora muchos profesionales de estos países, incluidos los que, como los abogados, no suelen recibirlo en otros lugares. El título también se utiliza para los abogados en Sudamérica, donde tradicionalmente han obtenido el doctorado, así como en los antiguos territorios portugueses de Goa en la India y Macao en China.

### Desarrollo en los países anglófonos
El significado principal de Doctor en inglés se ha referido históricamente al poseedor de un título de doctor, sobre todo en las antiguas facultades de divinidad, derecho y medicina, a veces con el añadido de música, que eran los únicos títulos de doctor que se ofrecían hasta el siglo XIX. Durante el siglo XIX, los doctorados se hicieron cada vez más comunes en Gran Bretaña, aunque para obtener el título era necesario viajar a la Europa continental o (a partir de 1861) a Estados Unidos, ya que el título no se concedió en el Reino Unido hasta 1917.
Sin embargo, al no estar protegido por la ley, el título fue adoptado por los charlatanes. Como resultado, a mediados del siglo XIX, era normal en el Reino Unido omitir el título "Dr" al dirigir cartas a los titulares de doctorados y, en su lugar, escribir la forma abreviada del título después del nombre, por ejemplo, "The Reverend Robert Phelps, D.D.", "Thomas Elliotson, Esq. M.D.", o "John Lindsey, Esq. Ph.D.", para evitar clasificar a los médicos académicos "con el boticario del pueblo y el herrador" y varios "charlatanes en literatura, ciencia o arte". Del mismo modo, en EE. UU. se generalizó el uso de postnominales en lugar del título de Doctor en las cartas. Todas las personas con título de doctor siguieron utilizando el título profesional y socialmente.
A pesar de estar históricamente asociado a los doctorados en Derecho, el título de doctor para los abogados no se ha utilizado habitualmente en los países anglosajones, donde tradicionalmente no se exigía a los abogados un título universitario y eran formados por otros abogados mediante el aprendizaje o en los Inns of Court. La excepción la constituyen aquellos ámbitos en los que, hasta el siglo XIX, regía el derecho civil en lugar del common law, como el derecho del almirantazgo, el testamentario y el eclesiástico: estos casos se juzgaban en el Doctor's Commons y eran defendidos por abogados que poseían los títulos de Doctor en Derecho Civil por Oxford o Doctor en Derecho por Cambridge. Por ello, los abogados que ejercían el derecho anglosajón en Inglaterra no eran doctorandos ni habían obtenido un doctorado. Cuando se generalizaron los títulos universitarios para quienes deseaban ejercer la abogacía en Inglaterra, el título que se otorgaba era el de Bachelor of Laws (LLB). Del mismo modo, en EE. UU., aunque los títulos se convirtieron en estándar para los abogados mucho antes, el título era de nuevo el LLB, y sólo se convirtió en el Juris Doctor (JD) generalmente en la segunda mitad del siglo XX.
En muchos países de habla inglesa, es habitual referirse a los médicos con el título de doctor, incluso cuando no poseen una titulación de nivel doctoral. La palabra Doctor ha tenido durante mucho tiempo en inglés un significado secundario de médico, por ejemplo en el Johnson's Dictionary, que cita su uso con este significado por Shakespeare. En EE. UU., las sociedades médicas crearon las facultades de medicina en el siglo XIX para otorgar sus propios doctorados, pero en el Reino Unido y el Imperio Británico, donde la concesión de títulos estaba estrictamente controlada, esto no era posible. El uso del título para referirse a los médicos, aunque no tuvieran el doctorado, era habitual a mediados del siglo XVIII. Sin embargo, el primer reconocimiento oficial de que Doctor se aplicaba como título a los médicos independientemente de que tuvieran o no el título de doctor fue en 1838, cuando el Real Colegio de Médicos resolvió que "consideraría de la misma manera y se dirigiría con el mismo apelativo a todos los que hubieran obtenido su diploma, se hubieran graduado o no en otro lugar".
La Ley Médica de 1858 ilegalizó el uso de títulos que dieran a entender que una persona no cualificada en medicina lo estaba. Esto llevó a procesar a personas que hacían un uso no autorizado del título de "Dr". Sin embargo, también ponía en tela de juicio el uso del título por parte de los licenciados de los Colegios de Médicos, quienes, en virtud de la nueva ley, podían ejercer en todo el Reino Unido. En 1859, el Colegio de Londres revocó su decisión anterior, resolviendo "que el título de Doctor no se otorgará en ningún documento oficial emitido por este Colegio a ninguna persona que no esté en posesión del título de Doctor en Medicina". Esto fue seguido en 1860 por unos nuevos estatutos que establecían que "ningún miembro o licenciado del Colegio asumirá el título de Doctor en Medicina, ni usará ningún otro nombre, título, designación o distinción que implique que es Licenciado en Medicina por una Universidad, a menos que sea Licenciado en Medicina por una Universidad". En Irlanda, la cuestión de si la licencia del Real Colegio de Médicos de Irlanda otorgaba el título de Doctor en Medicina dio lugar a un proceso judicial en 1861, con la conclusión de que no. El British Medical Journal (BMJ) observó, sin embargo, que cualquiera que deseara tener derecho al título de "Doctor" podía obtenerlo "con un título de Doctor en Filosofía de cinco chelines" del extranjero, o podía simplemente asumir el título, ya que en realidad sólo estaba protegido el de "Doctor en Medicina". El debate continuó en torno al uso de "Doctor" como título de cortesía por parte de aquellos que no lo utilizaban por derecho como poseedores de títulos de doctorado, y el BMJ señaló en 1876 que "Tenemos de nuevo una especie de avalancha de cartas a favor y en contra del uso del título de Doctor por parte de los médicos" y en 1882 que "No hay ningún otro tema que parezca suscitar un interés tan generalizado como éste". En febrero de 1876, un informe recomendó que el Real Colegio de Médicos utilizara el título de cortesía de Doctor para todos los miembros, pero fue rechazado. En abril del mismo año, el colegio modificó sus estatutos para prohibir que cualquier miembro, extralicenciado o licenciado utilizara el título de Doctor a menos que tuviera un doctorado en medicina de una universidad reconocida, cerrando así la laguna que el BMJ había identificado. No fue hasta principios del siglo XX cuando se invirtió esta situación. En 1905, el Real Colegio de Cirujanos aprobó una moción en la que ordenaba a su consejo "tomar las medidas necesarias, junto con el Real Colegio de Médicos, para garantizar que todas las personas que aprueben el examen conjunto tengan derecho legal a llamarse médicos". El consejo del Colegio de Cirujanos consideró que no era práctico obtener el derecho legal al título, ya que ello implicaría obtener el derecho a conceder el título de médico, pero señaló que el título había sido utilizado por el público para referirse a los médicos durante generaciones y era utilizado sin ningún derecho legal por los licenciados en Medicina, el único obstáculo para que los licenciados de ambos colegios hicieran lo mismo era la prohibición de los estatutos de los médicos. En esta ocasión, el Colegio de Médicos se negó a actuar, pero finalmente cedió en 1912, eliminando la cláusula que prohibía asumir el título de Doctor, lo que fue descrito en la prensa estadounidense como "los apóstoles británicos de la burocracia se han visto obligados a plegarse a la voluntad popular".
En Estados Unidos también se reguló la profesión médica en la segunda mitad del siglo XIX, impidiendo que los charlatanes utilizaran el título de Doctor. Sin embargo, el uso médico del título distaba mucho de ser exclusivo, ya que se reconocía que otros doctores podían utilizarlo y que dentistas y veterinarios lo hacían con frecuencia. The Etiquette of To-day, publicado en 1913, recomendaba dirigir las cartas a los médicos "(nombre completo), M.D." y las dirigidas a otras personas doctoradas "Dr. (nombre completo)", aunque en ambos casos se utilizaba "Dr." en el saludo y sólo se decía explícitamente que los médicos debían incluir su título en la tarjeta de visita. En la década de 1920 había una gran variedad de doctorados en EE. UU., muchos de ellos directamente desde la escuela secundaria, y que iban desde el Doctorado en Quiropráctica (DQ), que (en aquella época) sólo requería dos o tres años de educación universitaria,hasta el Doctorado. Todos los doctores, a excepción del JD (Juris Doctor), solían llamarse "Doctor", pero el título también era utilizado habitualmente, sin doctorado, por farmacéuticos, ministros de culto, profesores y podólogos, y a veces por otras profesiones como esteticistas, fabricantes de medicamentos patentados, etc.
En la década de 1940, el uso generalizado del título en Estados Unidos estaba amenazado. En un artículo de 1944 se afirmaba que "el doctorado tiene un valor inmediato y de gran alcance, tanto social como económico" debido a la "afición nacional de Estados Unidos por el oropel de los títulos", pero se señalaba que algunas universidades estaban dejando de utilizar el título, concluyendo que "en la mayoría de los entornos es descortés no conceder al doctor en Filosofía su título de 'Doctor' ". El mismo escritor señaló en una carta al Journal of Higher Education en 1948 que la Universidad de Alfred había prohibido el uso del título para el profesorado (mientras que lo mantenía para el presidente y los decanos) "en un extraño movimiento supuestamente diseñado para defender y promover la 'democracia' y el 'americanismo' ". Sin embargo, en 1959 se observó que a los profesores con doctorado se les solía llamar "Doctor", sustituyéndose a veces el título de "Catedrático" por el de "Profesor" en el caso de los que no tenían doctorado, lo que provocó una disminución del valor percibido de dicho título. En los años 60, el New York Times Book Review mencionó el uso incoherente en las universidades y facultades estadounidenses, y el editor de Science señaló que: "En algunas universidades, los administradores llaman 'Señor' a todos los doctores, pero los estudiantes y colegas les llaman 'Doctor'. A menudo, pero no siempre, los doctores son 'señores' socialmente". En la industria y el gobierno, tanto social como profesionalmente, son 'Doctores', como también lo son en las páginas del New Yorker, Time, el Saturday Review y el New York Times". En 1965, la Liga de Mujeres Votantes designó a los médicos "Dr." y a los doctores "Sr." en un acto electoral en Princeton, lo que dio lugar a una carta de protesta en Science; se informó de que la Liga creía que los doctores se sentirían avergonzados por el título, y que los escritores de etiqueta diferían sobre si los doctores usaban el título. En 1970, el esnobismo inverso ante el creciente número de "doctorados con descuento" se relacionó con el deseo de los profesores de universidades prestigiosas de que se les llamara "señor".
A finales de la década de 1960, el creciente número de facultades de Derecho estadounidenses que otorgaban el título de Juris doctor (JD) suscitó un debate sobre si los abogados podían utilizar éticamente el título de "Doctor". Los primeros dictámenes éticos informales, basados en los Cánones de Ética Profesional entonces vigentes, se pronunciaron en contra. Posteriormente se reforzaron con un dictamen ético completo que mantenía la prohibición de utilizar el título en la práctica jurídica como forma de autoelogio (excepto cuando se trataba de países en los que el uso de "Doctor" por parte de los abogados era una práctica habitual), pero permitía el uso del título en el ámbito académico "si la escuela de graduación considera el título de J.D. como un título de doctor". Estas opiniones dieron lugar a nuevos debates. La introducción del nuevo Código de Responsabilidad Profesional en 1969 pareció zanjar la cuestión –en los Estados en los que se adoptó– a favor de permitir el uso del título. Hubo cierta controversia sobre si sólo el título de Doctor en Ciencias Jurídicas a nivel de doctorado debía considerarse como tal, pero los dictámenes éticos dejaron claro que el nuevo Código permitía llamar "Doctor" a los titulares de un doctorado, al tiempo que reafirmaba que los antiguos Cánones no lo permitían. Como no todos los colegios de abogados estatales adoptaron el nuevo Código, y algunos omitieron la cláusula que permitía el uso del título, continuó la confusión sobre si los abogados podían utilizar éticamente el título de "Doctor". La introducción de otros doctorados profesionales en EE. UU. en el nivel CINE 7, el mismo que el MD y el JD, ha dado lugar a un debate continuo sobre el uso del título por parte de los poseedores de dichos títulos, especialmente en contextos médicos.
En 2018, una decisión del periódico The Globe and Mail de Canadá de actualizar su guía de estilo para restringir el uso del título Doctor a los médicos provocó una reacción en Twitter, en particular por parte de mujeres con doctorados, utilizando el hashtag #ImmodestWomen. Este hecho tuvo una amplia repercusión internacional y provocó que The Globe and Mail volviera a su estilo anterior de utilizar Doctor tanto para los médicos como para los doctores. La Universidad canadiense de Calgary también anunció que adoptaría el uso de Doctor para los doctores, rompiendo así con el estilo recomendado por la prensa canadiense.

## Doctor como sustantivo
En gran parte del mundo académico, el término Doctor se refiere a alguien que ha obtenido un título de doctorado (grado más alto) en una universidad. Normalmente se trata del Doctorado en Filosofía, abreviado PhD (a veces Ph.D. en Norteamérica) del latín Philosophiae Doctor o DPhil de su nombre en inglés, o doctorados de investigación equivalentes en el nivel 8 de las clasificaciones de la Clasificación Internacional Normalizada de la Educación 2011 (CINE 2011) o el nivel 6 de las clasificaciones de la CINE 1997. 
Más allá del mundo académico (pero específicamente en el mundo angloparlante, Italia y Francia), Doctor como sustantivo se refiere normalmente a un médico, que suele tener una titulación de nivel 7 de la CINE 2011/nivel 5 de la CINE 1997, como el MBBS (del latin Medicinae Baccalaureus, Baccalaureus Chirurgiae; Licenciado en Medicina y Cirugía) británico o el MD (del latín Medicinae Doctor; Doctor en Medicina) o DO (del inglés Doctor of Osteopathic Medicine; Doctor en Medicina Osteopática) estadounidense.

## Formas de dirigirse
Al dirigirse a varias personas, cada una de las cuales posee un título de doctor, puede utilizarse la contracción plural "Dres" (del latín doctores) o "Drs." en inglés americano, por ejemplo, en lugar de Dr. Miller y Dr. Rubinstein: Dres. Miller y Rubinstein. Para referirse a parientes con el mismo apellido puede utilizarse la forma "Los doctores Smith". La abreviatura Dres. también puede referirse a doctorandus, un título académico neerlandés que se sustituyó por el de maestro con la introducción del sistema de maestría.
En inglés, Dr. no suele combinarse con otros títulos, excepto con The Reverend en "The Revd Dr" antes del apellido de un ministro de religión, por ejemplo, "The Revd Dr Smith" o "The Revd John Smith, DD", y de forma similar "Rabbi Dr". En el inglés caribeño, el uso "Dr. the Honourable" es común para los políticos que tienen títulos de doctorado. El uso en muchos otros idiomas es similar al inglés, pero algunos, en particular el alemán, permiten la acumulación de títulos.

## Utilización por los médicos en el Reino Unido y en países culturalmente afines
En el Reino Unido, India, Pakistán, Hong Kong, Trinidad y Tobago, Sudáfrica, Australia, Nueva Zelanda, Ghana y otros países cuya cultura se ha vinculado recientemente a la británica, el título de Dr. se utiliza generalmente tanto para quienes poseen el título de doctor como para los médicos colegiados. La historia ha dictado el uso del título de cortesía Dr por parte de facultativos y médicos generalistas. Sin embargo, los cirujanos no utilizan el título de Dr. y, debido a los orígenes de la cirugía con los cirujanos barberos, utilizan en su lugar el de Sr., Sra., Srta., etc. Esta costumbre se aplica a los cirujanos de cualquier grado que hayan aprobado los exámenes correspondientes y no es exclusiva de los cirujanos de nivel consultor. En los últimos tiempos, otros especialistas de orientación quirúrgica, como los ginecólogos, también han adoptado estos prefijos. Un cirujano que también es catedrático suele denominarse "Profesor" y, del mismo modo, un cirujano que ha sido ennoblecido, nombrado caballero, creado baronet o nombrado dama utiliza el título correspondiente (Lord, Sir, Dame). Los médicos, por su parte, cuando aprueban los exámenes "MRCP(UK)", o equivalentes, no abandonan Dr, sino que lo conservan, incluso como consultores. El estatus y rango de los cirujanos consultores, a los que se dirige como "Mister" o "Ms.", y los médicos consultores, a los que se dirige como "Doctor", es equivalente.

## Utilización mundial

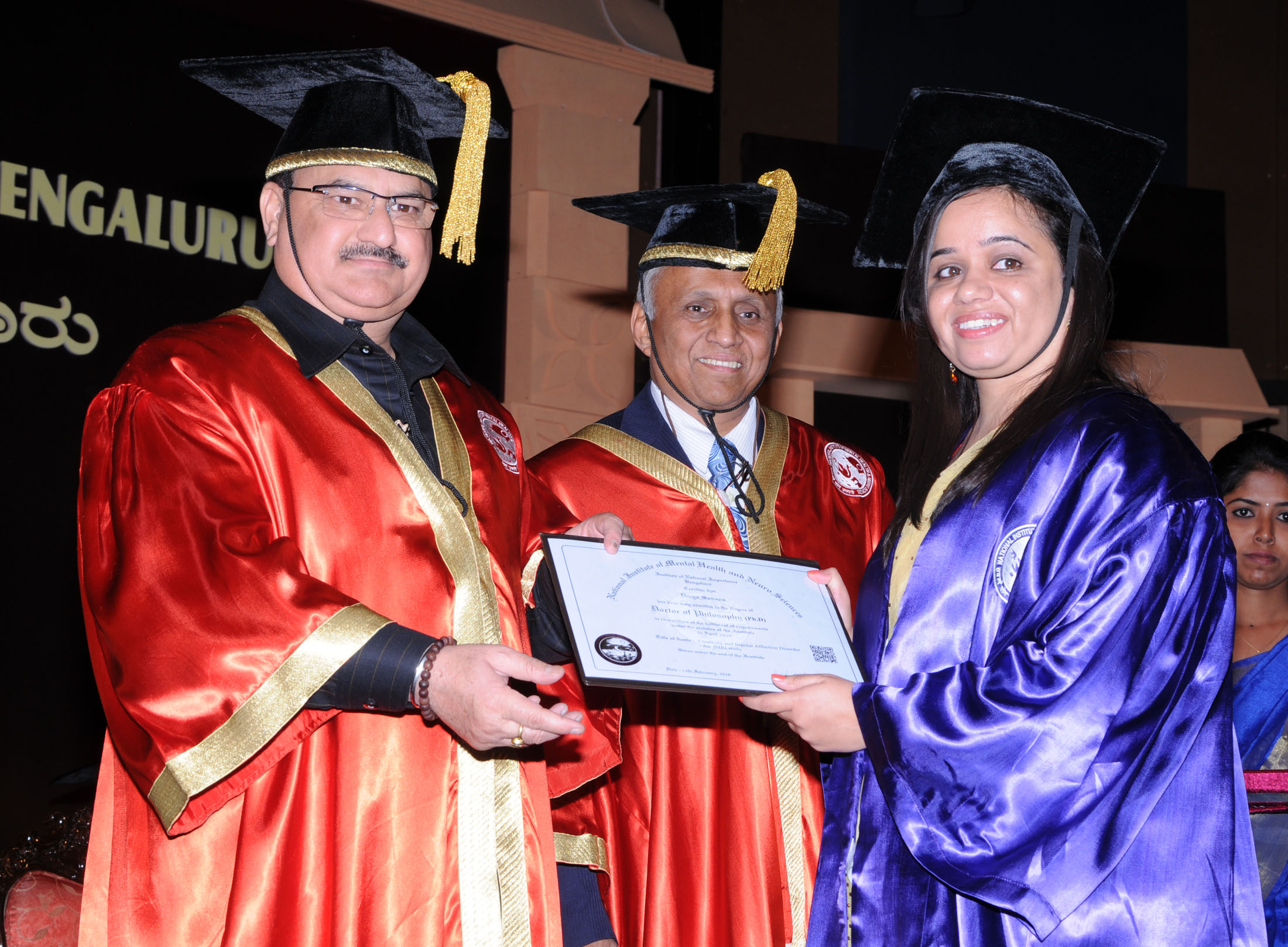
Una doctora recibe su doctorado durante una ceremonia de graduación.

### Asia

#### Bangladés
En Bangladés, el uso del título de Doctor (Dr.) está permitido a los titulares de un doctorado y a los médicos colegiados. Según una enmienda, las universidades pueden aprobar o rechazar cualquier tema propuesto para la tesis de un candidato al título de "Doctor" en cualquier materia. En el caso de los médicos colegiados, sólo los licenciados en MBBS y BDS (por sus siglas en inglés para Bachelor of Dental Surgery; Licenciado en Cirugía Dental) pueden utilizar el título de "Dr." y denominarse "médicos". Los veterinarios colegiados pueden utilizar el título de "Dr." tras obtener el título de "Doctor en Medicina Veterinaria" (DVM por sus siglas en inglés para Doctor of Veterinary Medicine). Sin embargo, los médicos homeópatas colegiados también utilizan el título de "Dr." aunque, según la Ordenanza de médicos homeópatas de 1983, sólo se les permite utilizar "Homeópata". En la actualidad, la fisioterapia no cuenta con un consejo independiente y ninguna ley autorizada permite el uso del prefijo "Dr." para el fisioterapeuta. Según la Ordenanza de 1983 sobre médicos unanis y ayurvédicos de Bangladés, los profesionales del sistema unanis se denominan "Tabib" o "Hakim" y tienen estrictamente prohibido utilizar el título de "Dr."; del mismo modo, los profesionales del sistema ayurvédico se denominan "Vaid" o "Kabiraj" y también tienen estrictamente prohibido utilizar "Dr.". En la actualidad, los médicos licenciados en MBBS o los cirujanos dentistas licenciados en BDS pueden utilizar legalmente el prefijo "Dr.". El uso de "Dr." para otros médicos sigue siendo controvertido.

#### Hong Kong
Hong Kong sigue la práctica británica de llamar "Doctor" a los médicos, aunque muchos de ellos sólo tengan el título de Licenciado en Medicina y Cirugía (Bachelor of Medicine and Bachelor of Surgery, MBBS o MBChB). Un intento de su colegio profesional de impedir que los quiroprácticos se llamaran a sí mismos "Doctor" fracasó en los tribunales, en parte porque se señaló que los quiroprácticos en ejercicio pueden tener un doctorado académico en su disciplina, y sería anómalo impedirles utilizar el título cuando los titulares de doctorados en disciplinas no médicas no se enfrentan a tal restricción.

#### India
En la India, este título lo utilizan los médicos profesionales cualificados en los campos de la medicina alopática (MBBS) y la odontología (BDS), así como otros profesionales como Siddha (BSMS), Yoga y Naturopatía (BNYS), Ayurveda (BAMS), Unani (BUMS) y Homeopatía (BHMS), Veterinarios (BVSc) y titulares de doctorados, incluidos los doctores y los farmacéuticos con el título de PharmD. Los fisioterapeutas (BPT) utilizan "Doctor" como sufijo acompañado del prefijo PT.
El uso por parte de los farmacéuticos es discutido legalmente, mientras que la Corte Suprema de la India se ha pronunciado en contra del uso del título como prefijo por parte de los fisioterapeutas.

#### Indonesia
Los títulos indonesios "Dr." se utilizan delante del nombre del médico que tiene una especificación como médico general, también cuando el médico ya tiene su especialización a ___, como "Sp.THT" o "Spesialis Telinga, Hidung, Tenggorokan" (otorrinolaringólogo o especialista en oído, nariz y garganta).
Dr. se utiliza delante del nombre como el título "Doktor" para el título de doctorado, el mismo nivel que el título de PhD.

#### Pakistán
En Pakistán, el título de Doctor (Dr.) puede ser utilizado por titulados de doctorado, así como por médicos, odontólogos, optometristas y veterinarios con títulos de MBBS, BDS, OD y DVM, respectivamente. El uso por parte de los fisioterapeutas del título de DPT, respectivamente, es controvertido: el Consejo Médico y Dental de Pakistán dice que no deben utilizar el título, pero el Consejo de Farmacia de Pakistán (organismo regulador de los farmacéuticos) y la Comisión de Educación Superior permiten y fomentan su uso.

#### Filipinas
En Filipinas, los títulos y nombres de las profesiones suelen seguir las convenciones españolas de nomenclatura, que utilizan términos específicos para cada sexo. "Doktór" es la forma masculina, que conserva la abreviatura Dr.; la forma femenina es "Doktóra", y se abrevia normalmente como "Dra."; otros, sin embargo, algunos anglófonos que desean sonar modernos y occidentalizados (o que se criaron en un entorno familiar casi exclusivamente angloparlante), o algunos que abogan por la igualdad de género, prescinden totalmente de la distinción. En filipino existe un término equivalente, neutro en cuanto al género, para el profesional que conlleva la noción más general de "curandero", tradicional (por ejemplo, un albuláryo) o de otro tipo: manggagámot. También se utiliza como designación de una persona que ha obtenido el título de doctor (por ejemplo, PhD, EdD, DPA).

#### Sri Lanka
En Sri Lanka, el título de médico "Dr." se utiliza para los doctores y los profesionales de la medicina, como médicos, cirujanos, odontólogos y veterinarios. Sin embargo, en cingalés nativo, a los médicos se les llama "Vaidya" (වෛද්ය) o "Dosthara" (දොස්තර), mientras que a los doctores se les llama "Aacharya" (ආචාර්ය). Es habitual que las médicas casadas utilicen el título de "Dra. (Sra.)" tanto en el ámbito profesional como en el social.

#### Tailandia
El uso de Doctor (ดอกเตอร์) o Dr (ดร.) se ha tomado prestado del inglés. Puede verse como título en los círculos académicos y en los medios de comunicación de masas. A diferencia de otros títulos académicos (profesor, profesor asociado y profesor adjunto), el uso de Doctor como título no ha sido reconocido por el Real Instituto de Tailandia. Por lo tanto, este título, en teoría, no puede utilizarse oficialmente. Por ejemplo, en los tribunales de justicia, donde se utiliza el tailandés de manera estrictamente formal, no se puede mencionar Doctor como título de una persona.

### Las Américas

#### Brasil
El título de "doctor" lo utilizan las personas que poseen un título de doctorado. "Doctor" también se utiliza como título deferente en portugués brasileño. El título de "doctor" también puede utilizarse en Brasil para dirigirse a médicos y abogados por la ley desde la época imperial. La ley fue promulgada por el segundo emperador brasileño, Dom Pedro II, para atraer a más médicos y abogados de otros países en la época imperial, cuando había muy pocos profesionales de ambas profesiones en el país para la creciente población de la época. La ley sigue vigente.

#### Canadá
Canadá se sitúa a medio camino entre el uso británico y estadounidense del título y la terminología de "doctor". Los titulares de doctorados de investigación (doctorados y títulos similares) suelen utilizar el título de "doctor". Una serie de profesionales sanitarios regulados también pueden utilizar el título de "médico"; en Ontario están limitados por ley (en la prestación de asistencia sanitaria) a médicos, dentistas, optometristas, quiroprácticos, psicólogos con nivel de doctorado y trabajadores sociales que sean miembros del colegio correspondiente de Ontario. En Alberta, los enfermeros diplomados o los enfermeros practicantes que hayan obtenido el título de doctor pueden utilizar el título de "doctor" junto con el ejercicio profesional. Algunos profesionales obtienen títulos con el título de doctor pero que se consideran, a pesar de su nombre, de nivel de licenciatura, por ejemplo, DDS (del inglés Doctor of Dental Surgery), MD (Medicine Doctor), JD. En Ontario, los médicos naturópatas registrados solo pueden utilizar el título de "doctor" en formato escrito si también utilizan la frase "médico naturópata" inmediatamente después de su nombre, mientras que una enmienda de 2006 que permitiría a los profesionales de la medicina tradicional china utilizar el título no ha entrado en vigor, a fecha de 1 de agosto de 2016. A partir de 2022, en Alberta, los médicos acupuntores podrán utilizar el título de doctor.

#### Quebec
El uso de los términos franceses Docteur y Docteure, y sus formas abreviadas Dr, Dre, Dr y Dre, está regulado por el Code des professions. Como título prenominal, puede ser utilizado sin más explicaciones por médicos, veterinarios y dentistas. También puede utilizarse prenominalmente, cuando va acompañado del nombre de la profesión inmediatamente después del nombre, por profesionales que requieren un doctorado para su licencia profesional, como la psicología, y la quiropráctica, por ejemplo Dr X, psychologue o Dr Y, chiropraticien. Los doctores universitarios, para los que no se exige el doctorado para ejercer, llevan el título sólo después del nombre; éste no se abrevia, por ejemplo M. Z, docteur en philosophie y no M. Z, PhD.

#### Estados Unidos
En Estados Unidos, el uso del título "Doctor" depende del entorno. Los médicos y las personas con título de doctor suelen utilizar el título socialmente; sin embargo, antiguamente existía una división entre Letitia Baldrige y Miss Manners sobre su uso social por parte de quienes no son médicos. Baldrige consideraba aceptable este uso, mientras que, por el contrario, Miss Manners escribió que "sólo las personas de profesión médica utilizan correctamente el título de doctor socialmente", pero apoya a quienes deseen utilizarlo en contextos sociales con el ánimo de dirigirse a las personas según sus deseos. Desde entonces, Miss Manners ha suavizado su planteamiento, señalando en su columna de The Washington Post que existen dos enfoques: "al haberse ganado, debe utilizarse" y "al suponerse ese nivel de educación, no es necesario mencionarlo expresamente"; aunque mantiene que debe dirigirse a todo el mundo según sus deseos, ya no afirma que sólo los profesionales de la medicina utilicen el título correctamente, sino que reconoce que se lo han ganado los que tienen un doctorado. El Instituto Emily Post también aconseja que "tanto social como profesionalmente, a los médicos, dentistas y otros profesionales se les llama por su título y se les presenta con él. Las personas que han obtenido un doctorado o cualquier otro título académico de doctorado no médico tienen la opción de utilizar "Dr." tanto profesional como socialmente". Otras columnas de consejos también han señalado que "se ha vuelto común ver a alguien con un doctorado dirigido en el sobre como Dr., y como consecuencia, la desviación de las convenciones se ha vuelto aceptable". El libro de 2017 Etiquette Rules! da formas idénticas para dirigirse a un "doctor en medicina (MD), cirugía dental (DDS), medicina veterinaria (DVM), etc.", y al titular de un doctorado, aconsejando en ambos casos el uso de las iniciales después del nombre para la correspondencia formal y Dr. antes del nombre para la correspondencia social. Aunque el uso del título por parte de los doctores se ha convertido en algo habitual, su uso social por parte de los titulares de doctorados profesionales (distintos de los mencionados) no está ni explícitamente respaldado ni explícitamente desaconsejado por los autores sobre etiqueta. Sin embargo, Miss Manners ha afirmado que a un médico al que se le ha retirado la licencia se le debe llamar por su antiguo honorífico preferido (es decir, no según su título de doctor en medicina). Es poco habitual que los doctores honoris causa utilicen el título de "Doctor".
Las publicaciones de la oficina del Presidente de los Estados Unidos de América también se refieren a los doctores como Dr. Soandso, y Jill Biden, que tiene un EdD, utilizó el estilo "Dr. Jill Biden" como segunda dama y ha seguido haciéndolo como primera dama. En cuanto a las direcciones (definidas como "las formas convencionales de dirigirse a los demás según determinan las costumbres sociales y oficiales"), la NASA utiliza "Dr. (nombre completo)" en las direcciones para los doctores, mientras que para los médicos utiliza "(nombre completo), MD", aunque ambos se dirigen como "Dr. (apellido)" en el saludo (que se describe como "informal"). Los Institutos Nacionales de la Salud también utilizan "Dr. (apellido)" en los saludos a personas con un MD, PhD o DDS. Aconsejan utilizar el nombre completo seguido de los títulos en las direcciones, indicando explícitamente que no se utilice el título "Dr.", aunque en un ejemplo del párrafo siguiente sí se utiliza el título en lugar de dar los títulos.
La mayoría de los periódicos de EE. UU. siguen el Libro de Estilo de la AP y reservan el título para los médicos en sus estilos internos; algunas excepciones notables son The New York Times, que sigue la preferencia de la persona cuando se refiere a los doctores (aunque el título no se utiliza para los doctores honoris causa), y The Wall Street Journal, que también prefiere "Dr." para los doctores y los médicos (si es la elección de la persona), aunque declara explícitamente que el título no se utiliza para los abogados o las personas con doctorados honoris causa. Hasta 1989, The Washington Post utilizaba el título para "practicantes de las artes curativas (incluidos quiroprácticos y osteópatas) pero no para doctores o licenciados honoris causa", tras lo cual dejó de utilizarlo por completo. Algunas fuentes afirman que el estilo AP permite el uso de Dr. para doctores no médicos siempre que se indique su especialidad.
La expansión de los doctorados profesionales en campos clínicos a finales del siglo XX y principios del XXI ha provocado disputas entre médicos y otras profesiones médicas sobre quién puede utilizar el título en un contexto clínico. Algunos lo han interpretado como parte de batallas más amplias dentro de la medicina, como quién trata primero a los pacientes y quién tiene autoridad para recetar. La Asociación Médica Estadounidense pide que los no médicos (los que no tienen el título de MD o DO) que utilicen el título de "Doctor" y estén en contacto directo con pacientes aclaren que no son médicos y "definan la naturaleza de su título de doctor", mientras que la Asociación Osteopática Estadounidense se opone rotundamente al uso del título por parte de no médicos en entornos clínicos ya que (en su opinión) "dicho uso engaña al público". En contra de esto, la Asociación de Enfermeras de Urgencias ha adoptado como declaración de posición que "1. Las enfermeras tienen derecho a que sus títulos educativos sean reconocidos y homologados de la misma manera que otras profesiones. 2. La adecuada protección del título y el uso de credenciales precisas es apropiado en el ámbito clínico. 3. Cuando se dirijan a él o se le presente como médico en el entorno clínico, es una práctica responsable que todos los profesionales sanitarios aclaren su función profesional. 4. Los pacientes, las familias y el público en general tienen el derecho y la expectativa de ser informados sobre las credenciales de sus cuidadores, incluido el uso del título de "médico"".
La Asociación Médica Estadounidense lanzó una campaña en 2011 para que los estados adoptaran una legislación de "veracidad en la publicidad". Como resultado, muchos estados cuentan ahora con leyes que protegen el título de médico cuando se ofrecen servicios médicos. En algunas jurisdicciones, el uso del título en la atención sanitaria se limita a aquellos que tienen tanto un doctorado como una licencia para ejercer la medicina, y existe el requisito de que se revele el campo del doctorado. Otras jurisdicciones exigen que el médico tenga un doctorado y que revele su especialidad, pero no estipulan nada en cuanto a la licencia. Algunos estados exigen que en los centros médicos se lleven insignias con el nombre de pila, el estado de la licencia y el cargo del personal, aunque es posible que estas leyes no se refieran explícitamente al uso del título de "Doctor".
Aunque los abogados de Estados Unidos no suelen utilizar este título, el título de Derecho en ese país es el Juris doctor, un doctorado profesional. Algunos titulares de un JD en Estados Unidos utilizan el título de doctor en situaciones profesionales, aunque las decisiones de los comités de ética han variado en cuanto a si esto es permisible o podría inducir al público a creer que el abogado estaba cualificado médicamente o que tenía un doctorado. A veces también lo utilizan los titulares de un JD en situaciones académicas. En 2011, Mother Jones publicó un artículo en el que afirmaba que Michele Bachmann tergiversaba sus cualificaciones al utilizar el "falso" título de Dra. basándose en su JD. El artículo se modificó posteriormente para señalar que el uso del título por parte de los abogados "es una práctica (a regañadientes) aceptada en algunos estados y no en otros", aunque mantenían que rara vez se utilizaba, ya que "sugiere que se es médico o doctor en medicina y, por tanto, transmite un falso nivel de experiencia".
Los seminarios eclesiásticos y las iglesias autorizadas conceden sus propios doctorados en Estados Unidos, por ejemplo, el Doctorado en Ciencias Religiosas (Dr. sc. rel.), el Doctorado en Divinidad (DD), el Doctorado en Estudios Bíblicos (DBS del inglés Doctor of Bible Studies) o el Doctorado en Metafísica (Dr. mph.). Estos títulos suelen concederse a clérigos meritorios por su destacada labor u otro logro en el campo de los estudios religiosos y bíblicos.
Los doctorados profesionales estadounidenses no suelen considerarse títulos de nivel doctoral a escala internacional, sino que se clasifican en los niveles de licenciatura o máster. La cartografía CINE de estos títulos, desarrollada en colaboración entre EE. UU. y la Unesco, los sitúa en el nivel de máster. En consecuencia, los titulares de MD, JD, PharmD, etc. no pueden utilizar el título de Doctor en países como Alemania, donde está estrictamente controlado.

### Europa
En la Unión Europea, el título de doctor se refiere principalmente a los titulares de doctorados de investigación de posgrado, como el PhD. En muchas lenguas europeas, el término doctor es distinto del de médico, que puede denominarse, por ejemplo, läkare en sueco, Arzt en alemán, dokter o arts en neerlandés, o lääkäri en finés.
La normalización de las titulaciones en los tres ciclos de grado-máster-doctorado en todo el Espacio Europeo de Educación Superior (EEES) se está llevando a cabo a través del proceso de Bolonia, aunque no todos los Estados miembros del EEES se han ajustado plenamente a la declaración de Bolonia de 1999 en favor de sus propias costumbres históricas. En lo que respecta al título de "doctor", el proceso de Bolonia no prescribe nada sobre los nombres de las titulaciones ni los títulos que pueden conferir. Sin embargo, en virtud del Convenio de Reconocimiento de Lisboa, el reconocimiento de un título extranjero permite "el uso de un título académico, con sujeción a las leyes y reglamentos del país en el que se solicita el reconocimiento". Según el informe explicativo, esto significa que: "Las autoridades competentes de las Partes podrán conceder el derecho a utilizar el título en la forma exacta en que se haya concedido en la Parte de que se trate o en cualquier otra forma. Alternativamente, podrán conceder el derecho a utilizar el título correspondiente del país en el que se solicita el reconocimiento".

#### Austria
En Austria, el título de "Doktor" se concede a los titulares de títulos de investigación (CINE 8) a los que se añade una partícula latina denotativa (Dr. techn., Dr. phil., Dr. rer. nat., Dr.iur., Dr.theol. etc.). Los programas de estudios más recientes otorgan un doctorado, pero existen paralelamente ya que muchos prefieren obtener un "Dr." a un "PhD". Tienen una duración de 3 a 4 años a tiempo completo y se organizan en escuelas de doctorado.
Además, se concede el título académico de "Doktor" (CINE 7) a los médicos (Dr. med. univ.) y odontólogos (Dr. med. dent.), que desde 2002 ya no poseen el título de doctor (CINE 8), sino una formación de nivel de máster de 6 años (360 ECTS), muy similar a un MD o DDS estadounidense. Todos los estudiantes obtienen este título al graduarse; es obligatorio redactar un "Diplomarbeit" (tesis, 50-100 p). El doctorado en investigación (Dr. scient. med. o PhD) puede obtenerse tras tres años de estudios de posgrado a tiempo completo en una universidad médica.
A todos los médicos se les puede llamar "Doktor _____"; el título suele contraerse a "Dr. _____", y a menudo se les llama simplemente "Herr/Frau Doktor" (Sr./Sra.), omitiendo el apellido a menos que se les presente a alguien.
Contrariamente a la creencia popular, "Dr." no forma parte del nombre ni es un honor específico, sino un título justo como "BSc/BA" (Licenciado en Ciencias/Licenciado en Artes), "Mag. (MA/MSc) o "Dipl.-Ing." (MEng.). No es obligatorio utilizarlo, aunque puede añadirse a documentos oficiales (por ejemplo, permiso de conducir, pasaporte), si se desea.

#### Finlandia
En Finlandia, el título de tohtori o doktor denota la posesión de un doctorado de investigación comparable al PhD. Para obtener el doctorado hay que cursar estudios avanzados después del máster, escribir una tesis, hoy en día a menudo una tesis por publicación, y defender públicamente la tesis. Los doctorados al uso no existen ni siquiera en el campo de la medicina: los médicos tienen el título de lääketieteen lisensiaatti (Licenciado en Medicina), y se les llama simplemente lääkäri (médico); "tohtori" sería rústico o anticuado. El doctorado de investigación en medicina, lääketieteen tohtori, requiere más trabajo de investigación y una tesis doctoral aparte, y no lo cursan todos los licenciados en medicina. En cualquier caso, en el uso finlandés, el uso de títulos es poco común y está restringido a los contextos más formales.

#### Francia
En Francia, el título de Docteur sólo se utiliza generalmente para los médicos (médecin), pero también puede ser utilizado por los titulares de doctorados de investigación. Los profesionales de la medicina no suelen ser titulares de un doctorado, que en Francia siempre se refiere a un doctorado de investigación, sino de un "Diploma de Estado de Doctor en Medicina" (Diplôme d'État de docteur en médecine).
En Francia, la ley permite que los doctores investigadores utilicen profesionalmente el título de Dr., mencionando el campo de su especialidad tras el nombre. Los tribunales han dictaminado que no es necesario indicar la especialidad salvo en circunstancias específicamente relacionadas con el ejercicio profesional; en otros casos, puede utilizarse únicamente el título. Los tribunales también han determinado que cuestionar el derecho del titular de un doctorado de investigación a utilizar el título de Dr. es una forma de difamación. El Sindicato Nacional de Científicos Hospitalarios (Syndicat National des Scientifiques Hospitaliers) lanzó una campaña en 2015 para concienciar sobre el derecho de los científicos a utilizar el título.

#### Alemania
En los países de habla alemana, la palabra Doktor designa a un doctorado en lenguaje formal (similar a un PhD). Es distinto de Arzt, ya que el título de doctor no es un requisito para los médicos, aunque el uso coloquial de la palabra Doktor para médico es común y la gente común a menudo asume incorrectamente que solo los Doktors pueden ejercer la medicina. Por este motivo, el 80% de los estudiantes de medicina escriben tesis "doctorales", a menudo comparables a una tesis de máster en ciencias, junto con sus estudios de grado para obtener el título de Dr. med. El Consejo Europeo de Investigación decidió en 2010 que esos doctorados Dr. med. no cumplen las normas internacionales de un título de investigación de doctorado.
En Alemania, las titulaciones de doctorado más comunes son Dr. med. (medicina), Dr. med. dent. (odontología), Dr. med. vet. (veterinaria), Dr. rer. nat. (ciencias naturales), Dr. phil. (humanidades), Dr. iur. (Derecho), Dr. rer. pol. (ciencias económicas y políticas, también Dr. rer. oec. en Suiza), Dr.-Ing. (ingeniería) y Dr. theol. (teología). A todos los titulares de un título de doctor se les llama apropiadamente "Herr/Frau Dr. _____" en todas las situaciones sociales.
En Alemania, los doctorados dobles se indican en el título con "Dr. Dr." o "DDr." y los doctorados triples con "Dr. Dr. Dr." o "DDDr.". Más doctorados se indican añadiendo "mult.", como "Dr. mult.". Los títulos honoríficos se indican añadiendo "h.c.", que significa "honoris causa". Ejemplo: "Dr. h.c. mult." Algunos títulos honoríficos se indican añadiendo los equivalentes alemanes de "h.c.", como "e.h.", "E.h." o "eh.", que significan "ehrenhalber" (honorario). Ejemplo: "Dr. e.h. mult".
Todas las personas que posean un doctorado de un Estado miembro de la UE tienen derecho, desde 2001, a utilizar "Doctor" o "Dra." en todas las comunicaciones formales, jurídicas y publicadas sin más. Para los académicos con doctorados de Estados no miembros de la UE, la cualificación debe ser reconocida formalmente ("validada") por el Ministerio Federal de Educación en Bonn. El proceso de reconocimiento puede hacerlo el empleador o el empleado y puede formar parte de la burocracia oficial para confirmar el estatus profesional y depende de acuerdos bilaterales individuales entre Alemania y otros países y, desde 2007, del Convenio de Reconocimiento de Lisboa. Un ejemplo de reconocimiento mutuo de títulos de Doctor entre países de la UE es el "Acuerdo de Bonn de 14 de noviembre de 1994", firmado entre Alemania y España (antes del reconocimiento general de los doctorados de la UE).
En 2008, la Conferencia Permanente de Ministros de Educación y Asuntos Culturales de los Estados federados de la República Federal de Alemania amplió su decisión de 2001 de reconocer los doctorados de la UE a los doctorados concedidos en Australia, Israel, Japón, Canadá y algunas universidades estadounidenses. En 2012 se anunció que se ampliaría a los doctorados concedidos en Nueva Zelanda. Los PhDs concedidos en Estados Unidos se reconocen si la institución que los otorgó está clasificada por la Carnegie Foundation for the Advancement of Teaching como "Research University (high research activity)" o como "Research University (very high research activity)". El permiso para utilizar el título sólo cubre los títulos de investigación científica y no se extiende a los títulos profesionales como el MD o el JD.

#### Grecia
En Grecia, doctor "Διδάκτωρ" (didáktor) se indica en el título como Δρ y se utiliza para los poseedores de títulos de doctor. También se utilizan otros nombres alternativos, a saber, "δόκτωρ" y "δόκτορας", derivados del francés "docteur". El término "Ιατρός" (iatrós) designa a los médicos.

#### Hungría
En Hungría, los graduados de las facultades de medicina (dr. med.), odontología (dr. med. dent.), derecho (dr. jur.) y veterinaria (dr. vet.), que duran seis años, reciben el título de doctor al final de sus estudios, tras haber completado y defendido con éxito su tesis; sus estudios de licenciatura deben haber durado un mínimo de tres años. Completar un programa de investigación de doctorado (o un DLA en artes y música) también da derecho al título de doctor. Desde 2008, también los licenciados en farmacia tienen derecho a utilizar el título de "dr" (dr. pharm.).
Una gran parte de los húngaros con título de doctor lo obtuvieron por investigación en el antiguo sistema académico, antes de que se introdujera el doctorado en Hungría. Desde la introducción del título de doctor (1993), el título de dr. univ (otorgado antes de 1993). El título CSc Candidate of Science era un título científico en el antiguo sistema académico y ahora se considera equivalente al doctorado. Los títulos CSc los concedía la Academia Húngara de Ciencias.
El título de doctorado de más alto nivel en Hungría es el DSc Doctor en Ciencias, otorgado por la Academia Húngara de Ciencias. También se denomina Doctor de la Academia Húngara de Ciencias.
El título de médico solía formar parte del nombre y se añadía como tal a los documentos de identidad personales. Esta práctica sigue siendo habitual y los licenciados, tras recibir su diploma, suelen cambiar sus documentos personales para indicar oficialmente el logro.

#### Irlanda
El uso en Irlanda es similar al del Reino Unido. El título de doctor se utiliza para los titulares de títulos de doctorado, así como para los médicos (excepto cirujanos), dentistas, y veterinarios. El título también se utiliza en Irlanda para los obispos católicos, que se denominan "El Reverendísimo Dr. X, Obispo de Y" en los sobres.

#### Italia
La primera universidad de la civilización occidental, la Universidad de Bolonia, se encuentra en Italia, donde hasta la época moderna el único título que se concedía era el de doctorado, y todas las demás universidades italianas seguían ese modelo. Durante el siglo XX, las universidades italianas introdujeron titulaciones de investigación más avanzadas, como el doctorado, y ahora que forma parte del Proceso de Bolonia de la UE, se ha introducido una nueva primera titulación de tres años, o "laurea" (equivalente a una licenciatura de otros países, MEC y CINE 2011 Nivel 6). La antigua "laurea" se conoce ahora como "laurea magistrale/specialistica" (segundo ciclo del Proceso de Bolonia/MEC y nivel 7 de la CINE 2011). Por razones históricas, el título de "dottore/dottoressa" (abreviado tanto como dott/dott.ssa o como dr./dr.ssa ) se otorga incluso a quienes han estudiado para obtener una "laurea" (MEC y CINE 2011 Nivel 6). Los niveles superiores de titulación se indican de todos modos en el título, ya que quienes obtienen un título de máster pueden denominarse "dottore/dottoressa magistrale" (doctor magistral, MEC y CINE 2011 Nivel 7), mientras que quienes logran el programa relativamente nuevo de "dottorato di ricerca" (doctorado de investigación, equivalente a un PhD en los países anglófonos o Doktor (Dr. ) en los países de habla alemana, MEC y CINE 2011 Nivel 8), llevan el título de "dottore/dottoressa di ricerca" (doctor de investigación), que puede abreviarse como "Dott. Ric." o "Ph.D.".

#### Malta
En Malta, el título de Doctor lo utilizan los doctores académicos (con doctorado), los médicos, los dentistas y los abogados. Su uso por los abogados se debe a que el título habilitante para ejercer la abogacía ha sido el LLD hasta las reformas de 2014, y ha sido descrito como "bagaje histórico" por el decano de la facultad de Derecho de la Universidad de Malta. Los abogados no suelen utilizar el título cuando ejercen fuera de Malta.

#### Países Bajos
En neerlandés, la palabra "dokter" hace referencia a un médico, mientras que "doctor" se refiere al título académico. El título de doctor se abrevia como dr. antepuesto al nombre del titular (nótese la minúscula).
Para acceder a una defensa de doctorado holandesa, el candidato debe estar en posesión de un título de máster convalidado (un título de máster de una universidad reconocida, o un título de máster equivalente convalidado caso por caso por el gobierno holandés). En algunos casos, se puede conceder al candidato una dispensa especial si no posee un título de máster. No se especifica la disciplina en la que se obtiene el doctorado. Una vez obtenido el doctorado, por lo general ya no se notifica el título de máster precedente. Sólo existen excepciones para las disciplinas con títulos de máster específicos de ingeniero "ir." ("ingenieur", es decir, Ingeniero) y derecho "mr." ("meester", es decir, máster en Derecho), en las que el título de dr. se añade al título de máster original. Para estas disciplinas, la abreviatura original del máster se combina con la abreviatura dr., lo que da como resultado, por ejemplo, "dr. ir. Familyman". El título de dr. se coloca siempre delante del título de ir. En el caso de un doctorado en Derecho, el título original de mr. se antepone al de dr. (mr. dr., véase, por ejemplo, Jan Peter Balkenende). En el caso de una persona con un máster en Derecho, pero con un doctorado en otro campo distinto del Derecho, el título de mr. se coloca después del título de dr. (dr. mr.). En los Países Bajos no existe una notación o título específico para las disciplinas médicas. Aunque a un médico se le suele llamar "dokter" (nótese la diferencia ortográfica), esto no implica necesariamente que el médico tenga el título de doctor; tampoco le otorga un título equivalente al de doctor.
La confusión puede deberse al título original neerlandés de máster "drs." (para todos los másteres que no sean de ingeniería ni de derecho). Esta abreviatura corresponde al título neerlandés doctorandus, que en latín significa "el que debe ser doctor" (la forma femenina es "doctoranda"). No hay que confundir doctorandus neerlandés con el plural "doctorados": tener varios doctorados. Una vez obtenido el doctorado, el doctorandus asciende a doctor y deja de utilizar la abreviatura drs.
El apilamiento de varios títulos del mismo nivel, como ocurre en países como Alemania (Dr. Dr. Dr. Musterfrau), es muy poco frecuente en los Países Bajos (aunque el apilamiento de títulos de distintos niveles es habitual: prof. dr. ir. Appelmans). Los que tienen varios títulos de médico pueden anteponer dr.mult. a su nombre, aunque es poco frecuente.
Tras doctorarse con éxito, los médicos neerlandeses pueden llevar el título dr. (minúscula) delante o la letra D (poco frecuente en la práctica) detrás de su nombre, pero no ambos simultáneamente. En los Países Bajos, los títulos académicos se utilizan exclusivamente en el ámbito académico. Estar en posesión de un doctorado se ha convertido en un requisito estándar para hacer carrera universitaria. El título de doctor tiene poco o ningún significado o implicación en la vida pública fuera del mundo académico. No puede añadirse a la documentación (por ejemplo, pasaporte, carné de conducir) y se utiliza con poca frecuencia en la práctica diaria.
Históricamente, los Países Bajos utilizaban su propia nomenclatura de títulos académicos, pero desde hace muchos años reconocen y aplican la declaración de Bolonia. En la práctica cotidiana, se utilizan con frecuencia los títulos anglosajones (por ejemplo, PhD). Los títulos y grados académicos neerlandeses están legalmente protegidos y, a partir de 2021, el tradicional "dr." y el doctorado son legalmente equivalentes y pueden utilizarse indistintamente. Los títulos de doctorado solo pueden ser concedidos por universidades (de investigación) reconocidas. El uso ilegal del título se considera una falta y está sujeto a acciones legales.

#### Portugal
En Portugal, hasta tiempos recientes, tras la finalización de una licenciatura – excepto en arquitectura e ingeniería – se denominaba a una persona doutor (Dr.) –hombre– o doutora (Dra.) –mujer–. Los arquitectos e ingenieros se denominaban por sus títulos profesionales: arquitecto (Arq.) y engenheiro (Eng.). Las enfermeras también se denominan enfermeiro (hombre) o enfermeira (mujer), siendo el título Enf. para ambos.
En la actualidad, Portugal es signatario del proceso de Bolonia y, según la legislación vigente, el título de Doctor (doutor, doutora) está reservado a los licenciados que poseen un doctorado académico. Profesiones como médicos, abogados, farmacéuticos, veterinarios y algunas otras suelen denominarse con el título de Dr. (doutor) aunque no hayan obtenido el título de doctor.
Sin embargo, la costumbre da poca fuerza a la legislación y la mayoría de los licenciados utilizan el título de Dr. en su forma abreviada, aunque el uso del Doutor completo suele restringirse a los doctorados. Quienes son a la vez titulares de un doctorado académico y catedráticos a nivel universitario suelen denominarse Profesor Doutor.

#### España
La posición social de los doctores en España queda patente en el hecho de que sólo los doctores, Grandes y Duques pueden tomar asiento y cubrirse la cabeza en presencia del Rey.
Los Títulos de Doctor están regulados por Real Decreto (RD 1393-2007), Real Decreto. Los otorga la universidad en nombre del Rey, y su Diploma tiene fuerza de documento público. El Ministerio de Ciencia mantiene una base de datos nacional de tesis doctorales denominada TESEO. Cualquier persona que utilice el título español de doctor/doctora (o Dr./Dra.) sin estar incluida en esta base de datos del Gobierno puede ser procesada por fraude. Sin embargo, la Real Academia Española reconoce que se utiliza coloquialmente para describir a los médicos, incluso sin el título de doctor, así como (en la forma femenina, doctora, abreviada Dra.) a las esposas de los doctores (es decir, poseedoras del título de doctor) y a los médicos, así como a las "mujeres que brillan por su sabiduría y entendimiento".
A diferencia de otros países, España ha registrado hasta hace poco un número comparativamente pequeño de doctores, pero la tendencia está cambiando. Según el Instituto Nacional de Estadística (INE), menos del 5% de los licenciados acceden a programas de doctorado, lo que refuerza el prestigio del que históricamente han gozado los doctores en la sociedad española.

#### Reino Unido
Doctor se utiliza comúnmente en el Reino Unido como título para una persona que ha recibido un título de doctor o, como título de cortesía, para un médico u odontólogo cualificado que no tiene un doctorado. No hay restricciones sobre el uso del título "Doctor" en el Reino Unido, excepto cuando, en la publicidad comercial, podría implicar que el usuario posee una cualificación médica general. El Gobierno británico permite a los médicos y titulares de doctorados hacer constar el título en la página de observaciones de su pasaporte británico. La ausencia de restricciones legales fue confirmada en el Parlamento en 1996 por el ministro de Sanidad Gerald Malone, quien señaló que el título de doctor nunca había estado restringido por ley ni a los médicos ni a los doctorados en el Reino Unido, aunque sí estaban protegidos los títulos de "médico, doctor en medicina, licenciado en medicina y cirugía, licenciado en medicina, cirujano, médico general y boticario".
Según la guía de etiqueta Debrett's, a los doctores y a los médicos (pero no a los cirujanos) se les debe llamar "Doctor". En el caso de los médicos, "Doctor" es un título profesional más que académico: se debe a que son médicos y no a que hayan obtenido un doctorado. La Agencia de Garantía de Calidad afirma que "el uso del título 'Dr' por los médicos es una abreviatura histórica de la profesión; no indica una cualificación a nivel de doctorado". En las listas de invitados y en los planes de asientos para actos formales, los titulares de doctorados académicos (pero no los doctores en medicina u otras personas que utilicen el título como título de cortesía) aparecen como "Dr. John Smith" o "John Smith, Esq, PhD", mientras que los hombres sin título (que no sean titulares de doctorados) aparecen como "Sr. John Smith" o "John Smith, Esq" (según proceda para garantizar la coherencia del estilo). El título "Dr" también se utiliza en las tarjetas de visita.
En el Reino Unido, los estudiantes de medicina suelen cursar estudios conducentes a la obtención del título de Bachelor of Medicine and Bachelor of Surgery (MBBS, BMBS o MBChB). El título de MD no es un título habilitante en el Reino Unido, sino que puede ser un doctorado profesional (al mismo nivel académico que un doctorado), un doctorado por tesis o un doctorado superior, dependiendo de la universidad. Para obtener el título de MD en el Reino Unido es necesario estar en posesión de un título de médico de nivel inicial (por ejemplo, MBBS, MBChB, BMed o un título MD norteamericano) y, por lo general, haber recibido al menos 5 años de formación y experiencia de posgrado. A los médicos en formación se les permite utilizar el título de Doctor una vez que han comenzado su "Foundation Programme" de posgrado.
Debrett's indica que los médicos (excepto los cirujanos) deben escribir en los sobres "Dr (nombre completo), (titulación médica)", por ejemplo "Dr John Smith, MD", "Dr Anne Jones, MB BS, FRCP", "Dr David Evans, MB ChB", contrariamente a la norma habitual de no mezclar títulos y postnominales. Los cirujanos (y los dentistas, si no tienen el título de doctor) deben escribir "(nombre completo), Esq, (titulación médica/dental)", por ejemplo, "John Smith, Esq, MS, FRCS", "David Evans, Esq, BDS", pero "Dr Anne Jones, DDS, FDS RCS",. Por el contrario, los titulares de doctorados (no médicos ni dentales), si no son cirujanos, deben ser "Dr (nombre completo)" sin postnominales en los sobres, por ejemplo, "Dr John Smith".
A & C Black's Titles and Forms of Address difiere de Debrett's en la forma de dirigir los sobres a los médicos, omitiendo el título prenominal de Dr (por ejemplo, John Smith, Esq, MD; John Smith, MD; John Smith, MB) excepto en Escocia y para los médicos generalistas, donde se suelen omitir los postnominales (por ejemplo, Dr John Smith). Black's también afirma que queda a elección individual si los doctores no médicos se dirigen en los sobres como "Dr. John Smith" o "John Smith, Esq, PhD" (o letras apropiadas para el doctorado que posean), con la excepción de los doctores en divinidad, que serían "The Rev. J. Smith, DD" en el sobre y "Reverendo Señor" en un saludo formal (informalmente en el saludo "Estimado Dr. Smith", y "Dr. Smith" en el discurso).
La costumbre de no referirse a los cirujanos (miembros y becarios del Real Colegio de Cirujanos) como Dr se ha comentado en el British Medical Journal y puede tener su origen en los orígenes históricos de la profesión, como que algunos barberos también ejercían de cirujanos. En 2005, el entonces presidente del Real Colegio de Cirujanos instó a los cirujanos a utilizar el título de Dr., afirmando que el uso de Sr. o Srta. era confuso para los pacientes. Black's señala que en Inglaterra y Gales se dirigen a los ginecólogos como cirujanos, pero como médicos en otros lugares.
De forma similar al MBBS médico, los dentistas obtienen el título de Bachelor of Dental Surgery (BDS) y los veterinarios el de Bachelor of Veterinary Science (BVSc), Bachelor of Veterinary Medicine (BVetMed) o Bachelor of Veterinary Medicine and Surgery (BVMS). Todas ellas son, como la MBBS, titulaciones de máster que llevan la denominación de licenciatura por razones históricas.
Tradicionalmente, a los dentistas (como cirujanos dentistas) se les ha denominado del mismo modo que a los cirujanos, pero desde 1995 el Consejo General de Odontología permite a los dentistas utilizar el título de "Doctor", aunque muchos no optan por hacerlo, subrayando así su condición de cirujanos. Sin embargo, Debrett's sigue aconsejando que los dentistas se dirijan normalmente a los cirujanos y que el título de "Doctor" sólo se utilice normalmente para los dentistas que tienen el título de doctor.
El 5 de marzo de 2015, el consejo del Royal College of Veterinary Surgeons (RCVS) votó a favor de permitir a sus miembros utilizar el título de cortesía de "Doctor". Las directrices del RCVS indican que el título debe utilizarse con la descripción "veterinario" o con los postnominales "MRCVS" para evitar confusiones con los médicos de medicina humana o los titulares de doctorados.
Los optometristas no están autorizados a utilizar el título de "Doctor" en función de su cualificación inicial (BOptom o BSc (Optom)). Los optometristas pueden obtener el título de Doctor o Doctor en Optometría (en el Reino Unido es una cualificación de nivel de doctorado para optometristas cualificados con experiencia en la práctica). Los oftalmólogos son médicos plenamente cualificados. Sin embargo, la oftalmología se considera una rama de la cirugía, por lo que los oftalmólogos, al igual que otros cirujanos en el Reino Unido, no utilizan el título de "Doctor".
El Consejo General de Quiropráctica permite a los quiroprácticos colegiados utilizar el título de "Doctor", aunque aconseja a los quiroprácticos que eviten utilizar el título en la publicidad o, si lo hacen, que especifiquen que son "Doctores en Quiropráctica". El Comité de Prácticas Publicitarias aconseja, sin embargo, que "es poco probable que las referencias a 'DC' o 'doctor en quiropráctica' disipen esa impresión engañosa (de ser un profesional médico), cuando se utilizan junto con referencias no cualificadas al prefijo 'Dr'", afirmando que el uso del título por parte de los quiroprácticos puede ser aceptable en la publicidad si "se cualifica de forma clara y destacada con un texto adicional que deje claro que se trata de un título de cortesía y que el profesional no posee una cualificación médica general".
La Autoridad de Normas Publicitarias ha dictaminado que los practicantes de la medicina china tradicional no deben utilizar el título de médico en los anuncios a menos que posean una cualificación médica general y estén registrados en el Consejo Médico General. Del mismo modo, aconseja que los osteópatas no utilicen el título a menos que posean una cualificación médica general. También se ha dictaminado que un anuncio de un osteomólogo que se refería a él como médico era engañoso, al igual que un anunció que utilizaba el título "Dr" y los postnominales "PhD" sobre la base de un doctorado de una universidad no acreditada.
Los titulares de doctorados honoris causa en el Reino Unido tienen derecho, en la mayoría de los casos, a utilizar el título de Doctor, aunque se recomienda a los titulares que se abstengan de hacerlo. Black's afirma que "se aplican las mismas normas que a otros titulares", aunque señala que normalmente no se utilizarían los postnominales.
En algunas circunstancias, "doctor" puede utilizarse solo como forma de dirigirse a una persona y no como título delante de un nombre. Esto se limita a los casos en que la persona se dirige a ella por su cargo, por lo que solo se utiliza para los médicos.

#### Gales
Gales sigue el uso del Reino Unido en inglés. En galés, el titular de un doctorado es doethur, mientras que un médico es doctor o meddyg. El título "y Doethur" lo utilizan los titulares de doctorados, por ejemplo, "y Doethur Brinley Jones", "y Doethur John Elfed Jones", que puede abreviarse "Dr". Los médicos utilizan, como en inglés, el título "Doctor", también abreviado "Dr".

#### Antigua Yugoslavia
En países que antes eran repúblicas yugoslavas, como Bosnia y Herzegovina, Croacia, Macedonia del Norte, Montenegro, Serbia y Eslovenia, el título corresponde formalmente a los titulares de doctorados académicos, como Doctor en Ciencias (dr. sc.) o doctor en letras (dr. art.). No existe el "Ph.D." en ninguno de estos países, aunque cuando los titulares traducen su título de dr. sc. al inglés, utilizan "Ph.D.", aunque debería ser "D.Sc." o "Sc.D.".
Informalmente, el título, tanto en su forma completa como abreviada (es decir, "dr.") se utiliza honoríficamente para dirigirse a los médicos incluso en un entorno más formal, como en los textos de los medios de comunicación, pero oficialmente sólo se reserva a los poseedores de títulos académicos. Formalmente, el título profesional de médico es "lijekar" en bosnio y montenegrino, "liječnik" en croata, "lekar/лекар" en macedonio y serbio y "zdravnik" en esloveno, y pueden estar en posesión de diferentes títulos académicos, así como del título honorífico adicional de Primarius, que se concede a especialistas distinguidos con reputación y logros ejemplares.

### Oceanía

#### Australia
Con la introducción de la legislación sobre el registro nacional de profesionales sanitarios el 1 de julio de 2010, el título de "médico" no está restringido en ningún estado australiano. El título de "médico" está restringido a los médicos colegiados, mientras que el título de "doctor" no está restringido por ley. A pesar de ello, el Colegio de Médicos de Australia aconseja que los profesionales que no sean médicos y decidan utilizar el título de "Doctor" (o "Dra.") indiquen claramente su profesión en los anuncios, aunque tengan un doctorado u otro título de doctorado, por ejemplo, "Dra. Smith (dentista)" o "Dra. Jones (podóloga)". El Consejo de Psicología de Australia prohíbe a los psicólogos utilizar el título, para evitar confusiones con los psiquiatras, a menos que posean un título de doctorado, en cuyo caso deben dejar claro que no son médicos ni psiquiatras, por ejemplo poniendo "(Psicólogo)" después de su nombre. El Marco Australiano de Cualificaciones (Australian Qualifications Framework, AQF) define los títulos de doctor como de nivel 10 del marco; especifica que: "Las personas que hayan obtenido un título de doctor en el nivel 10 del AQF tienen derecho a utilizar el título de 'Doctor'. El título 'Doctor' no será utilizado por quienes estén en posesión de un título honorífico". La denominación "Doctor" también se utiliza en el nombre de algunos másteres de nivel 9 (por ejemplo, Juris doctor y Doctor of Medicine), que no se consideran doctorados.

## Abreviatura
Doctor se abrevia "Dr" en inglés británico y "Dr." en inglés norteamericano. La abreviatura en plural es "Drs".

### Uso británico
En inglés británico no es necesario indicar una abreviatura con un punto después de la abreviatura, cuando la primera y la última letra de la abreviatura son las mismas que para la palabra sin abreviar, es decir, la abreviatura es una contracción, como en el caso de "Doctor".
En el Reino Unido, también es normal omitir los puntos de las letras postnominales, por lo que la abreviatura habitual para "Doctor of Philosophy" es "PhD" (o "DPhil", donde se utilice). El "Ph.D." o "D.Phil." con puntuación completa es anacrónico y, cuando la forma abreviada del título está definida por la normativa y no por la costumbre (por ejemplo, en Oxford), puede ser técnicamente incorrecta.

### Uso norteamericano
El inglés norteamericano no distingue entre abreviaturas que son contracciones y abreviaturas que no lo son. Se utiliza un punto: la abreviatura de Doctor suele escribirse como "Dr." en Norteamérica. Sin embargo, el Servicio Postal de EE. UU. prefiere que se omita la puntuación en las direcciones.

## Doctorados honoríficos
El doctorado honorífico es un título de doctorado que se concede por servicios prestados a la institución o a la comunidad en general. También puede concederse por un logro sobresaliente en un campo concreto. Este servicio o logro no tiene por qué ser de naturaleza académica. A menudo, se utiliza el mismo conjunto de títulos para los doctorados superiores, pero se distinguen como honoris causa: en las listas completas, las letras utilizadas para indicar la posesión de un doctorado superior se ajustan a menudo para indicarlo, por ejemplo, "Hon ScD", frente al doctorado de investigación obtenido "ScD". Sin embargo, los títulos de Doctor de la Universidad (DUniv) y Doctor en Letras Humanas (DHL) sólo se conceden como títulos honoríficos.
Por convención, los doctores honoris causa no utilizan el título "Dr" en la correspondencia general, aunque en la correspondencia formal de la universidad que expide el título honorífico es normal dirigirse al receptor por el título. Sin embargo, esta convención social no siempre se respeta escrupulosamente; entre las personas notables que desafiaron las convenciones sociales y utilizaron el prefijo honorífico se incluyen:
- Benjamin Franklin, que recibió títulos honoríficos de maestría de Harvard y Yale en 1753, y del College of William and Mary en 1756,[228] y doctorados de la Universidad de St Andrews en 1759 y de la Universidad de Oxford en 1762 por sus logros científicos.[229][230] A partir de entonces se refirió a sí mismo como "Doctor Franklin".[231]

- M Angelou, que tenía muchos doctorados honoris causa, se llamaba a sí misma y muchos se referían a ella como "Dra. Angelou" a pesar de no tener ningún título universitario ni avanzado (no honorífico).[232]

- A Booker T. Washington se le solía llamar "Dr. Washington" tras recibir un doctorado honoris causa del Dartmouth College.

- Sukarno, Presidente de Indonesia, recibió veintiséis doctorados honoris causa de diversas universidades internacionales, como la Universidad de Columbia, la Universidad de Míchigan, la Universidad de Berlín, la Universidad de al-Azhar, la Universidad de Belgrado, la Universidad Lomonosov y muchas más. Y también de universidades nacionales como la Universitas Gadjah Mada, la Universitas Indonesia, el Instituto de Tecnología de Bandung y la Universitas Padjadjaran. El Gobierno indonesio de la época se refería a menudo a él como "Dr. Ir. Sukarno",[233] combinado con su título de arquitecto (Ir.) del Instituto Tecnológico de Bandung. Sukarno es el presidente con mayor número de doctorados honoris causa del mundo.[234]

- El escritor y lexicógrafo Samuel Johnson, que unos años antes no había podido completar sus estudios universitarios en el Pembroke College de Oxford por motivos económicos, obtuvo en 1755 el título de Master of Arts por diploma, en reconocimiento a sus logros académicos.[235] En 1765, el Trinity College de Dublín le concedió el título de Doctor en Derecho[236] y en 1775 Oxford le otorgó el título de Doctor en Derecho Civil por diploma.[237] Nunca se refirió a sí mismo como "Dr. Johnson", aunque un título por diploma es distinto de un título honorífico, pero fue utilizado por sus contemporáneos y en su biografía por James Boswell.[238][236]

## Otros usos de "doctor"
En algunas regiones, como el sur de Estados Unidos, "Doctor" se añade tradicionalmente al nombre de pila de las personas doctoradas, donde se utiliza en el trato familiar directo o indirecto.
"Doc" es un apodo común para alguien con un doctorado, tanto en la vida real como en la ficción: por ejemplo, el pistolero Doc Holliday, el político australiano H.V. "Doc" Evatt, el personaje "Doc" de Gunsmoke y el héroe pulp Doc Savage.
En el catolicismo romano y en otras confesiones cristianas, un Doctor de la Iglesia es un eminente teólogo (por ejemplo, Santo Tomás de Aquino, también conocido como el Doctor Angélico) de cuyas enseñanzas se considera que toda la Iglesia ha sacado gran provecho.
Los líderes africanos suelen referirse a sí mismos como "Doctor" como parte de su título al asumir el cargo.